# El Castillo (Film)
El Castillo (englischer Festivaltitel The Castle) ist ein argentinisch-französischer Spielfilm unter der Regie von Martín Benchimol aus dem Jahr 2023. Der Film feierte am 19. Februar 2023 auf der Berlinale seine Weltpremiere in der Sektion Panorama.

## Handlung
Justina hat ihr ganzes Leben als Hausangestellte einer Dame verbracht, die ihr zum Dank ein riesiges, verfallenes Anwesen in der argentinischen Pampa vermacht. Bedingung ist, dass sie das Erbe niemals verkauft. Zunächst wohnt Justina dort mit ihrer Tochter Alexia, einer Automechanikerin, die vorher in Buenos Aires gelebt hat. Als das Gebäude zunehmend unbewohnbar wird und die Tiere verkauft werden, möchte Alexia zurück in die Stadt. Der Film zeigt die letzten gemeinsam verbrachten Monate von Mutter und Tochter in einer Art bittersüßem Märchen mit dem Versprechen einer Rettung.

## Produktion

### Filmstab
Regie führte der argentinische Filmemacher Martín Benchimol, von dem auch das Drehbuch stammt. El Castillo ist der erste Film, bei dem die Regie allein in den Händen von Benchimol lag.
Die Kameraführung übernahm Nico Miranda, die Musik komponierte José Manuel Gatica und für den Filmschnitt war Ana Remón verantwortlich.
In wichtigen Rollen sind Justina und Alexia Olivo zu sehen.

### Produktion und Förderungen
Produziert wurde der Film von Gema Films, Heidi Fleisher, Mayra Bottero und Sister Productions.

### Dreharbeiten und Veröffentlichung
Der Film feierte am 19. Februar 2023 auf der Berlinale seine Weltpremiere in der Sektion Panorama.

## Auszeichnungen und Nominierungen
- 2022: WIP Latam Industrie Award und Silberner Egeda Industriepreis für den besten WIP Latam auf dem Festival Internacional de Cine de San Sebastián[1]